# Damasonium bourgaei
Damasonium bourgaei là một loài thực vật có hoa trong họ Alismataceae. Loài này được Coss. mô tả khoa học đầu tiên năm 1849.